# Vulvulina
Vulvulina es un género de foraminífero bentónico de la subfamilia Vulvulininae, de la familia Spiroplectamminidae, de la superfamilia Spiroplectamminoidea, del suborden Spiroplectamminina y del orden Lituolida. Su especie tipo es Vulvulina capreolus. Su rango cronoestratigráfico abarca desde el Campaniense (Cretácico superior) hasta la Actualidad.

## Discusión
Clasificaciones previas incluían Vulvulina en el suborden Textulariina del Orden Textulariida, o en el orden Lituolida sin diferenciar el suborden Spiroplectamminina.

## Clasificación
Se han descrito numerosas especies de Vulvulina. Entre las especies más interesantes o más conocidas destacan:
- Vulvulina capreolus
- Vulvulina jablonskii

Un listado completo de las especies descritas en el género Vulvulina puede verse en el siguiente anexo.
En Vulvulina se ha considerado el siguiente subgénero:
- Vulvulina (Semivulvulina), aceptado como género Semivulvulina